# Matang Mee
Matang Mee is een bestuurslaag in het regentschap Aceh Utara van de provincie Atjeh, Indonesië. Matang Mee telt 153 inwoners (volkstelling 2010).